# Uspješna Hrvatska
Uspješna Hrvatska je koalicija stranaka stvorena pred hrvatske parlamentarne izbore 2015. godine. Činili su je Narodna stranka – Reformisti i Naprijed Hrvatska! - progresivni savez. Koalicijski sporazum potpisan je 18. kolovoza 2015.
Koalicija je na parlamentarnim izborima 2015. osvojila 1 mandat.